# Guillermo Ávila
Guillermo Ávila Paz (* 28. Dezember 1960) ist ein ehemaliger bolivianischer Skirennläufer. 

## Karriere
Ávila nahm 1988 und 1992 jeweils an den Olympischen Winterspielen teil. Sein bestes Ergebnis erzielte er dabei 1988 in Calgary mit Rang 38 im Slalom. Bei beiden Spielen fungierte er als Flaggenträger bei der Eröffnungsfeier.
Zwischen Februar 1992 und November 2000 bestritt Ávila kein einziges Rennen. Im Dezember 2000 bzw. Januar 2001 nahm er an einigen FIS-Rennen in Wyoming und Utah teil, jedoch ohne nennenswerte Erfolge zu erzielen. Danach trat er nicht mehr als Rennläufer in Erscheinung.

## Erfolge

### Olympische Winterspiele
- Calgary 1988: 38. Slalom, DSQ Riesenslalom
- Albertville 1992: 50. Slalom, 77. Riesenslalom